# Lucca
Lucca este un oraș cu 89.346 de locuitori din regiunea Toscana, Italia, fiind de asemenea capitala provinciei cu același nume.

## Demografie
Lucca - evoluția demografică

|  | Graficele sunt indisponibile din cauza unor probleme tehnice. Mai multe informații se găsesc la Phabricator și la wiki-ul MediaWiki. |

Date: Recensăminte sau birourile de statistică - grafică realizată de Wikipedia

## Personalități
- Papa Lucius al III-lea (1110 - 1185), papă;
- Bonaventura Berlinghieri (1210 - 1287), pictor;
- Giosefo Guami (1542 - 1611), compozitor;
- Francesco Geminiani (1687 – 1762), compozitor;
- Luigi Boccherini (1743 – 1805), compozitor;
- Giacomo Puccini (1858 – 1924), compozitor;
- Mario Cipollini (n. 1967), ciclist;
- Eros Riccio (n. 1977), șahist;
- Beatrice Venezi (n. 1990), pianistă.

## Galerie de imagini

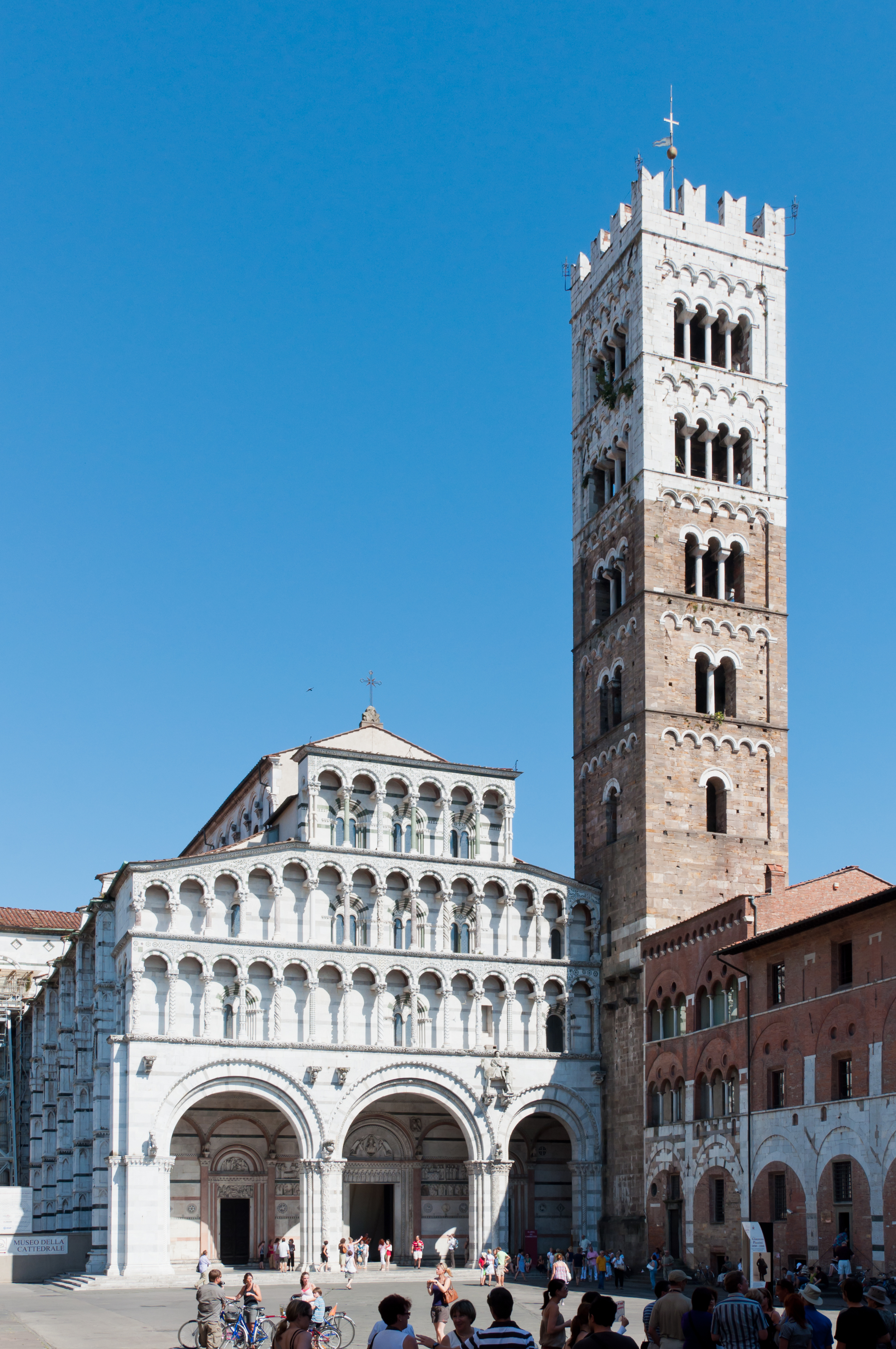
Domul din Lucca
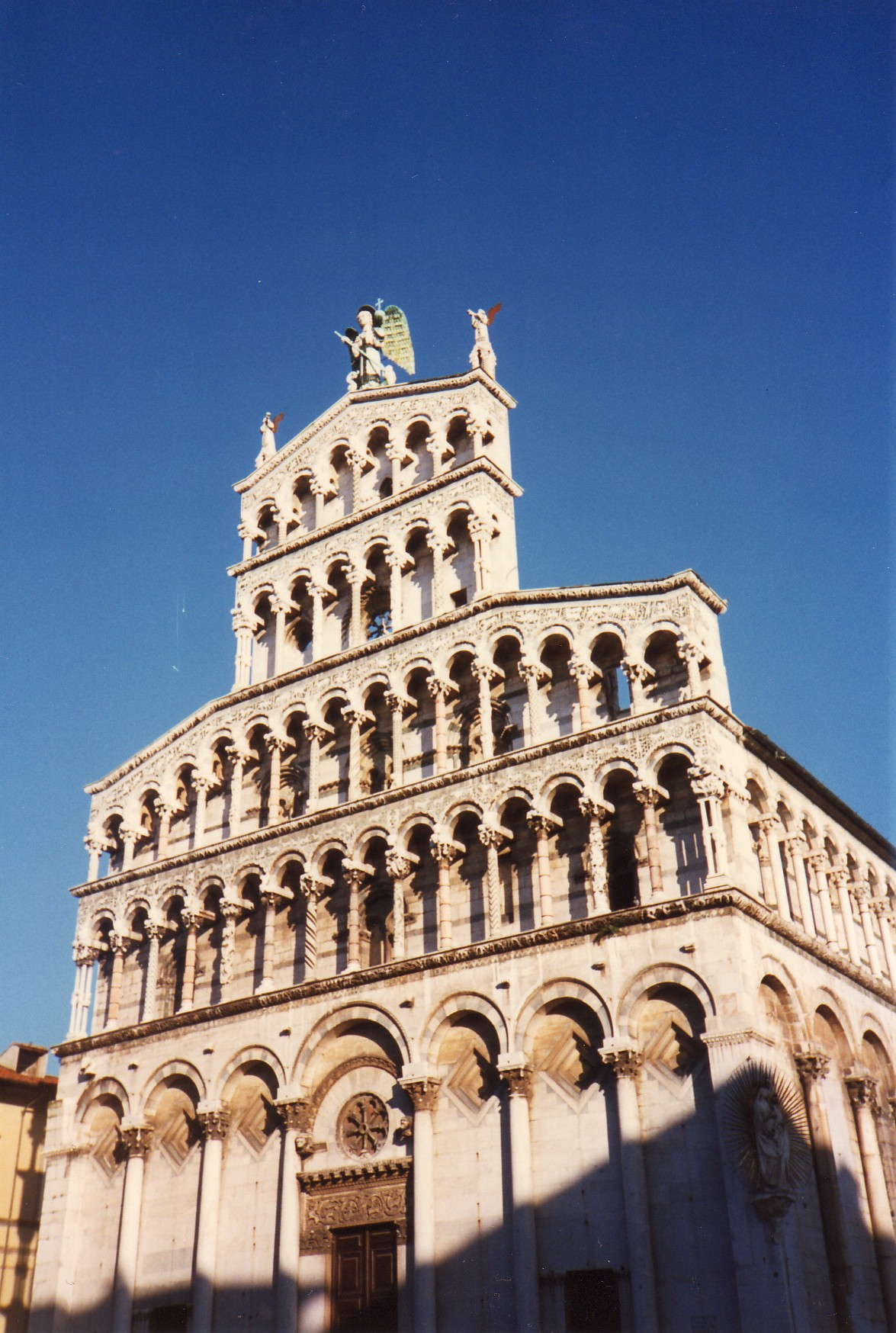
Biserica San Michele din Lucca
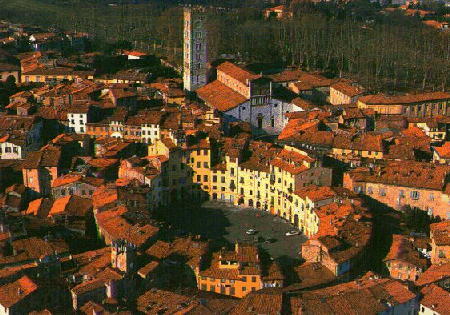
Clădiri construite pe conturul elipsoidal al fostului amfiteatru roman din Lucca
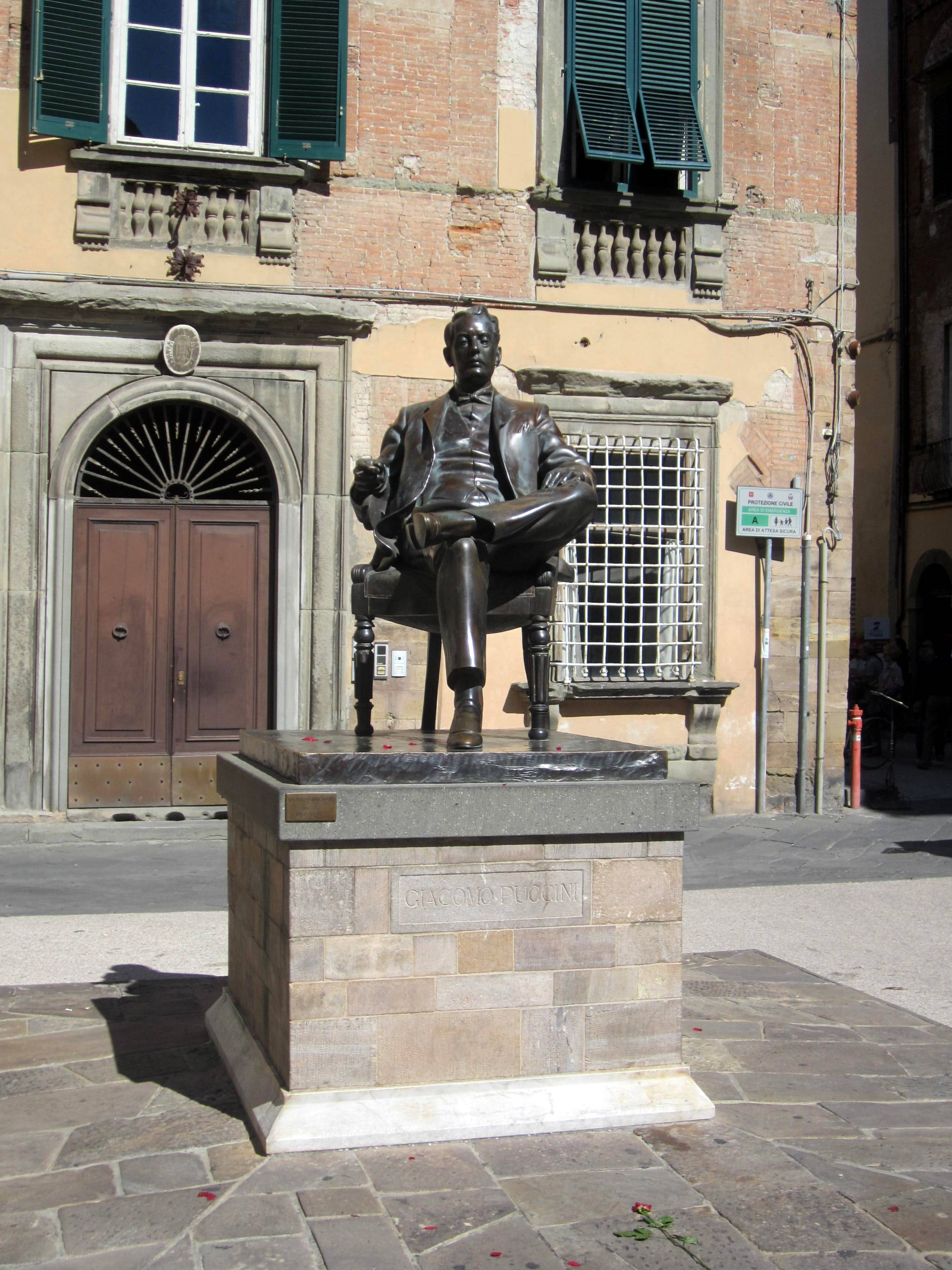
Monument dedicat compozitorului Giacomo Puccini, fiul acestui oraş